# Saint-Étienne-du-Valdonnez
Saint-Étienne-du-Valdonnez este o comună în departamentul Lozère din sudul Franței. În 2009 avea o populație de 628 de locuitori.

## Evoluția populației
| An        | 1975 | 1982 | 1990 | 1999 | 2006 | 2009 |
| --------- | ---- | ---- | ---- | ---- | ---- | ---- |
| Populație | 355  | 383  | 384  | 469  | 582  | 628  |